# Hermann Buschoff

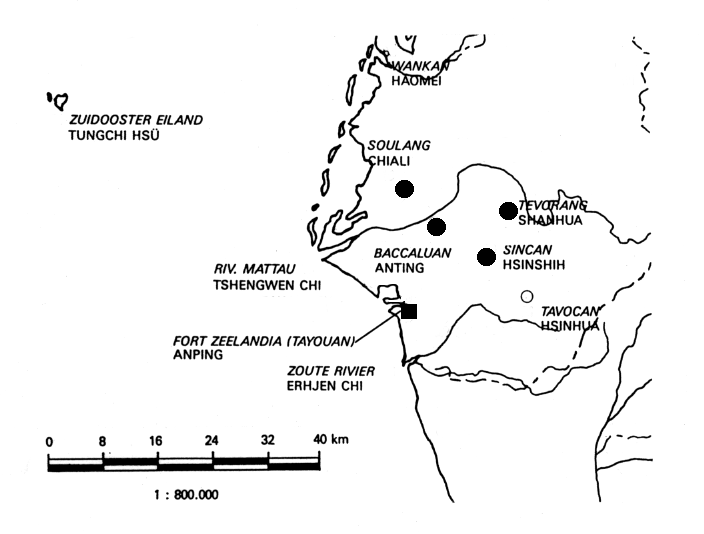
Zeelandia und Umgebung (17. Jh.)

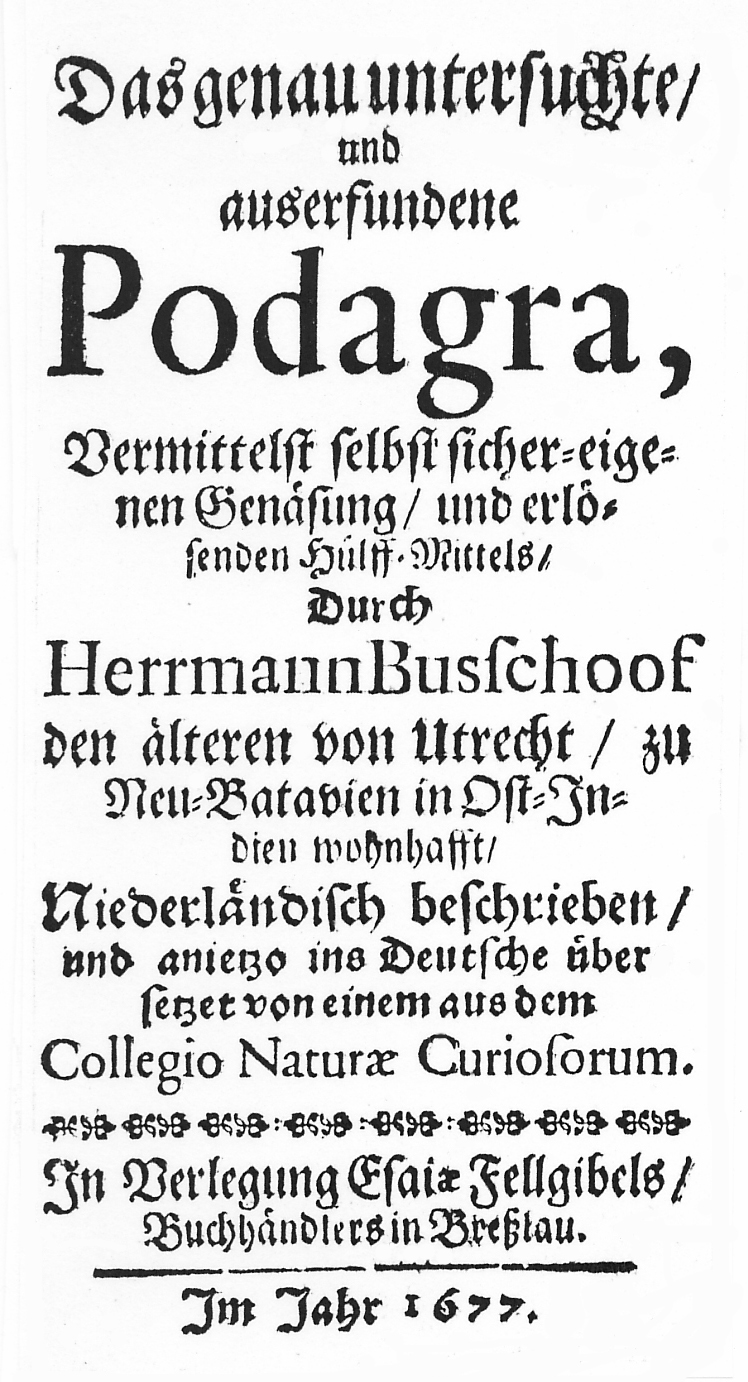
Deutsche Ausgabe von Buschoffs Schrift über die Fußgicht (Podagra)

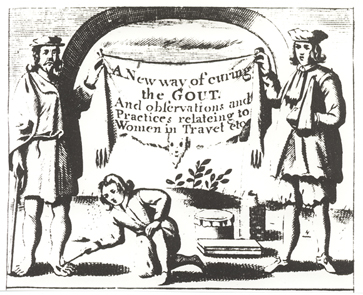
Frontispiz der englischen Ausgabe (1676) von Buschoffs Schrift

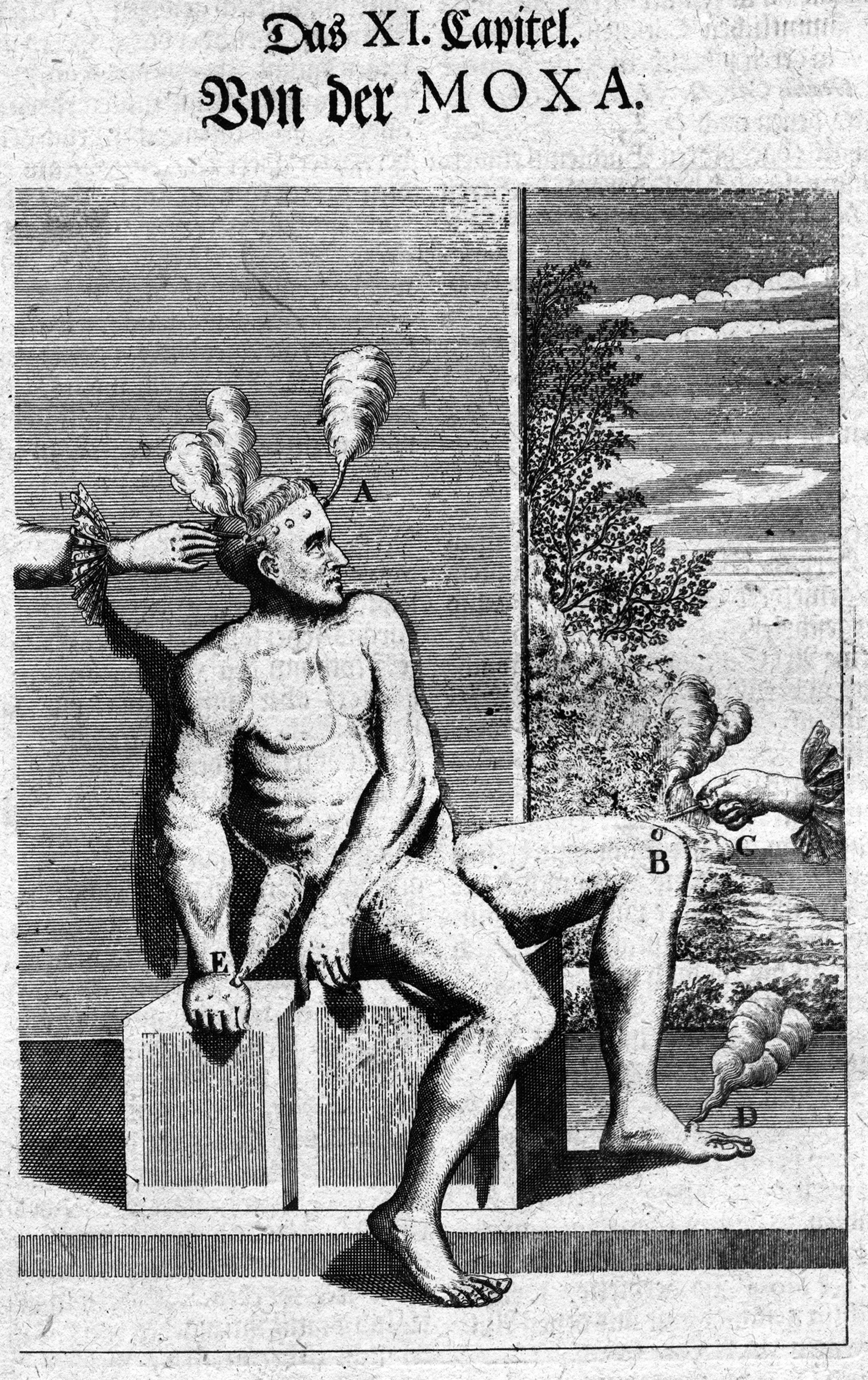
Behandlung der Podagra und Chiagra mit Moxa in Michael Bernhard Valentinis Museum Museorum (1714). Dieser Stich wurde anhand von Buschoffs Beschreibung entworfen.

Hermann Buschoff (auch: Busschof/Bushovius; * ca. 1620 in Utrecht; † 19. Juli 1674 in Batavia) war ein niederländischer reformierter Pfarrer und Autor des ersten westlichen Buches über das chinesische Therapieverfahren der Moxibustion.

## Hintergrund
Die ersten Begegnungen der Europäer mit chinesischer Medizin fanden nicht in China, sondern in den umliegenden Regionen statt. So berichteten portugiesische Jesuiten schon Ende des 16. Jahrhunderts aus Japan über „Feuerknöpfe“ aus Kräutern (port. botões de fogo), welche die Ärzte auf bestimmte Körperstellen setzten. Allerdings waren diese Informationen nicht allzu ausführlich und über vielerlei Textarten verstreut, so dass es unter den Ärzten in Europa zu keiner nennenswerten Reaktion kam. Mit dem 1675 publizierten Buch des niederländischen Pfarrers Hermann Buschoff jedoch setzte eine nachhaltige Debatte über diese Brenntherapie ein.

## Leben
Nach dem Studium der evangelischen Theologie in Leiden wirkte Buschoff zunächst als Pfarrer in Zoelen und Culemborg, bevor er sich 1654 um eine Anstellung bei der Niederländischen Ostindien-Kompanie (VOC) bewarb. 
Kurz nach seiner Ankunft in Batavia (heute Jakarta) wurde er nach Formosa entsandt, wo die Niederländer an der Bucht „Taiwan“ (die später der gesamten Insel den Namen gab) den Stützpunkt Zeelandia ausbauten und die Einheimischen in den umliegenden Dörfern zu missionieren versuchten. Das Klima setzte jedoch seiner Gesundheit schwer zu, so dass er 1657 nach Batavia zurückkehrte. 
Doch auch hier blieben allerlei Probleme. Besonders die Fußgicht (Podagra) machte ihm schwer zu schaffen. Nach vielen schmerzhaften Anfällen, bei denen ihm die europäischen Ärzte nicht helfen konnten, suchte er eine aus dem indochinesischen „Quinam“ (Quảng Nam) stammende „Doctoresse“ auf. Diese setzte ihm nach sorgfältiger Untersuchung des Leidens kleine Kegelchen aus einer wollartigen Substanz auf bestimmte Stellen am Knie und brachte diese mit einem Räucherstäbchen zum Glimmen. Die Wirkung beeindruckte Buschoff derart, dass er nach aufwendigem Studium der westlichen Literatur zur Podagra und der Verwendung der wundersamen Brennwolle ein Manuskript aufsetzte, das allerdings erst kurz nach seinem Tod in Amsterdam gedruckt wurde: Het Podagra, nader als oyt nagevorst en uytgevonden, midsgaders des selfs sekere Genesingh of ontlastend Hulp-Mittel.

## Buschoffs Schrift zur Podagra und Moxa
Das Buch ist in der Form eines Dialogs zwischen Theophilus, „einem Liebhaber der Wahrheit“, und Theodidactus, „einem Lehrer oder Doktor der Heiligen Schrift“, verfasst. Buschoff geht anhand der medizinischen Literatur dem Wesen und der Therapie der Fußgicht nach und stellt dann das neue Heilmittel vor, das er „Moxa“ nennt. Zwar betont er, dass diese Moxa bei den Chinesen und Japanern weit verbreitet sei, unklar bleibt jedoch, ob er wusste, dass der von ihm verwendete Name aus dem Japanischen (mogusa) stammte. 
Buschoff hatte auch die einheimischen Ärzte in Batavia über das Heilmittel und dessen Wirkungen befragt. In seiner Schrift lassen sich daher einige Elemente der chinesischen Medizin ausmachen. Die von ihm als Ursache der Gicht angegebenen „aufgestauten, bösartigen Dämpfe“ sind ein Reflex auf das Konzept des „Qi“, das in den Trakten und Kanälen des sogenannten „Meridiansystems“ zirkuliert und bei lokalem Mangel bzw. Überschuss zu Erkrankungen führt. Buschoff missverstand diese Meridiane als Blutgefäße. Ihm zufolge findet die Abführung der „Dämpfe und Feuchtigkeiten“ durch die Moxa am besten auf den Adern statt. 
Die stärkste Wirkung erzielte Buschoffs Schrift bei den Ärzten der deutschen Academia Naturae Curiosorum, einer 1652 gegründeten Vereinigung von Naturforschern. Auf erste Berichte in den Miscellanea Curiosa folgte 1677 eine deutsche Übersetzung von Buschoffs Schrift, die zu weiteren Diskussionen über die Natur und Anwendung der Moxa wie auch zur intensiven Suche nach preiswerten Ersatzmitteln (Moxa Germanica) führte. 
Buschoff war kein Mediziner, so dass sein Name bald aus der unter den Fachleuten vorangetriebenen Debatte verschwand. Doch war er es, der das europäische Interesse nachhaltig auf die Brenntherapie lenkte und den heute in nahezu allen westlichen Sprachen verankerten Terminus „Moxa“ prägte. Und noch lange, nachdem man den batavischen Pfarrer vergessen hatte, galt die gegen eine große Zahl von Leiden nutzbare Moxa in Europa vorwiegend als Heilmittel gegen Podagra.

## Werke
- Het Podagra, Nader als oyt nagevorst en uytgevonden, Midsgaders Des selfs sekere Genesingh of ontlastend Hulp-Mittel. Door Hermanus Busschof de Oude van Utrecht, Predikant op Batavia in Oost-Indien. 't Amsterdam, By Jacobus de Jonge, 1675.
- Two Treatises, The one, Medical, Of the Gout, And its Nature more narrowly search’d into than hitherto, together with a new way or discharging the same. By Herman Busschof Senior, of Utrecht, residing at Batavia in the East-Indies, in the service of the Dutch East-Indian Company. The Other Partly Chirurgical, partly Medical; Containing Some Observations and Practises relating both to some extraordinary cases of Women in Travel and to some other uncommon cases of Diseases in both Sexes. By Henry van Roonhuyse, Physitian [= Physician] in Ordinary at Amsterdam. Englished out of Dutch by a careful hand. London: Printed by H.C. and are to be sold by Moses Pitt at the Chapel in St. Paul’s Churchyard 1676 (Digitalisat).
- Das genau untersuchte und auserfundene Podagra, Vermittelst selbst sicher=eigenen Genäsung und erlösenden Hülff=Mittels / Durch Herrmann Busschoof den älteren von Utrecht / zu Neu=Batavien in Ost=Indien wohnhafft / Niederländisch beschrieben / und anietzo ins Deutsche übersetzet von einem aus dem Collegio Naturae Curiosorum. In Verlegung Esaiae Fellgibels / Buchhändlers in Breßlau. Im Jahr 1677.
- Das genau untersuchte und auserfundene Podagra,  Vermittelst selbst sicher eigenen Genäsung und erlösenden Hülffs-Mittels  durch Herrmann Busschoof den älteren von Utrecht/ zu Neu-Batavien in Ost-Indien wohnhafft/ Niederländisch erstlich beschrieben/ anjetzo aber ins Deutsche übersetzet von einem auß dem Collegio Naturae Curiosorum. und auff begehren / vor diesesmal  mit einer Anmerckung vermehret. von D. Johann. Christoph. Etnern. Königl. Mayst. in Pohlen Rath und Leib Medico. Breßlau / in Verlegung Esaiae Fellgibels seel Wittib und Erben. 1693 (Digitalisat).

## Publikationen
- C.A.L. van Troostenburg de Bruijn: Biografisch woordenboek van Oost-Indische predikanten. Nijmegen, Milborn 1893.
- Gerhart Feucht: Die Moxabehandlung in Europa. Haug: Heidelberg 1977.  ISBN 3776004436
- Hermann Buschof – Erste Abhandlung über die Moxibustion in Europa. Neu herausgegeben und kommentiert von Wolfgang Michel. Haug: Heidelberg 1993. ISBN 978-3-8304-0622-8
- Wolfgang Michel: On the introduction of Moxa in Europe: Life and Writings of Hermann Buschoff. In: Bulletin of the Japan-Netherlands Institute, Vol.23, No.1 (No.45) (Tokyo, Oct. 1998), S. 47–63 (japanisch) (Digitalisat im Kyushu University Institutional Repository)
- Wolfgang Michel: Far Eastern Medicine in Seventeenth and Early Eighteenth Century Germany. Studies in Languages and Cultures (Faculty of Languages and Cultures, Kyushu University), No. 20 (2004), pp. 67–82. (Digitalisat im Kyushu University Institutional Repository).

| Personendaten    | Personendaten |
| ---------------- | --- |
| NAME             | Buschoff, Hermann |
| ALTERNATIVNAMEN  | Busschof, Hermann; Bushovius, Hermanus                                                                               |
| KURZBESCHREIBUNG | niederländischer Pfarrer, Verfasser der ersten europäischen Abhandlung über die chinesische Therapie der Moxibustion |
| GEBURTSDATUM     | um 1620 |
| GEBURTSORT       | Utrecht |
| STERBEDATUM      | 19. Juli 1674 |
| STERBEORT        | Batavia |